# La Vie devant soi
La Vie devant soi est un roman de Romain Gary publié le 14 septembre 1975 sous le nom d'Émile Ajar au Mercure de France et qui a obtenu le prix Goncourt la même année.
L'histoire se déroule à Paris, dans le quartier de Belleville en 1970. Madame Rosa, une vieille femme juive qui a connu Auschwitz et qui, autrefois, « se défendait avec son cul » (selon la formule employée par Momo pour désigner la prostitution) rue Blondel à Paris, a ouvert « une pension sans famille pour les gosses qui sont nés de travers », autrement dit une pension clandestine où les prostituées laissent leurs rejetons pendant quelques mois pour les protéger (de l'Assistance publique ou des représailles des « proxynètes »). Momo, jeune maghrébin timide âgé de 14 ans auquel elle a fait croire qu'il en avait 4 de moins, raconte sa vie chez madame Rosa et son amour pour la seule « mère » qui lui reste, cette ancienne prostituée proche de la mort et qu'il aime de tout son cœur. Le jeune homme accompagnera la vieille femme, cette mère courageuse et orgueilleuse, jusqu'à la fin de sa vie.

## Personnages
Mme Rosa
Garde des enfants de prostituées contre des mandats, 65 ans, forte, ancienne prostituée, juive polonaise, parle yiddish / polonais / français et arabe, en très mauvaise santé et en train de mourir.
Docteur Katz
Juif comme Mme Rosa.
M. Hamil
Algérien, musulman pieux, marchand de tapis.
M. N'Da Amédée
« Plus grand proxynète [sic] et maquereau des Noirs de Paris ». Finit dans la Seine tué lors d'un règlement de comptes.
Mme Lola
Est décrite comme « ancien champion de boxe » au Sénégal puis comme « travestie » mais semble en réalité être une femme transgenre, se prostitue au bois de Boulogne, 35 ans.
M. Waloumba
Émigré camerounais vivant dans un foyer rue Bisson avec ses « frères de tribu », éboueur, cracheur de feu boulevard Saint-Michel.
Les quatre frères Zaoum
Déménageurs.
M. Yoûssef Kadir
Père de Momo, musulman, malade, atteint de troubles psychiques, était avec Aïcha la mère de Momo, l'a tuée par jalousie.
Mademoiselle Nadine
Doubleuse de films.
Ramon
Compagnon de Nadine.
Le Mahoute
Personne étant le maître d'un éléphant, son guide et son soigneur, toxicomane.
Personnages d'enfants
Moïse : Juif.
Mamadou : jeune prostitué.
Michel
Banania : Africain.
Salima

## Résumé
Mohammed, surnommé Momo, raconte sa vie à Belleville. Depuis ses 3 ans, il est gardé par Mme Rosa : une juive rescapée d'Auschwitz prostituée à la retraite et qui est maintenant gardienne d'une pension clandestine pour les enfants des prostituées.
Momo croit avoir dix ans. Moïse et lui sont les seuls à ne pas connaître leurs parents.
Madame Rosa, de plus en plus fatiguée, ne sort plus à cause des six étages sans ascenseur et on lui donne de moins en moins d’enfants à garder. Elle est atteinte de sénilité : elle passe de longs moments d’absence et croit revivre son passé. Il arrive qu'elle s'habille en prostituée ou qu'elle attende une valise à la main les policiers français qui l’ont autrefois livrée aux Allemands lors de la rafle du Vel’d’Hiv. 
Pour fuir ces moments, Momo erre dans les rues et rencontre Nadine, une belle jeune femme qui travaille dans le doublage pour le cinéma. 
Un jour, un homme nommé Yoûssef Kadir sonne à la porte de l'appartement et prétend être le père de Mohammed. Il affirme avoir déposé Mohammed chez Madame Rosa 11 ans auparavant, et montre un reçu pour le prouver. Le reçu confirme ces propos, et mentionne même la date de naissance de l'enfant, le 7 octobre 1956. Le roman étant situé en 1970, Momo en déduit qu'il a 14 ans. L'homme indique aussi qu'il a tué sa femme Aïcha, la mère de Mohammed pendant une crise de folie (par jalousie). Il était proxénète et elle travaillait pour lui. Il a ensuite été placé dans un hôpital psychiatrique car il a été jugé malade mental. Aujourd'hui, tout droit sorti de l'hôpital, il souhaite revoir son fils.
Madame Rosa ment et intervertit l'identité de Moïse et Mohammed. Elle prétend qu'elle a élevé un Moïse comme Mohammed, dans la religion musulmane, et un Mohammed comme Moïse, qu'elle a éduqué en juif. Le père de Momo en est stupéfait et meurt sous le choc. 
Peu de temps après cette visite, Madame Rosa dit à Mohammed qu'elle connaissait son vrai âge mais elle l'avait rajeuni afin de le garder plus longtemps auprès d'elle. 
L'état de santé de Madame Rosa s'aggrave petit à petit, mais elle refuse d'aller à l'hôpital car elle veut mourir sans être « prolongée ». Selon elle, si elle y va, les soignants vont tout faire pour la garder en vie au lieu de la laisser mourir en paix. 
Quand Momo sent que l'état de Madame Rosa devient critique, il fait croire aux résidents de l'immeuble que Mme Rosa part pour Israël, emmenée par sa famille. Il la conduit à la cave de l'immeuble dans le « trou juif » qu'elle s'est aménagé dans la crainte de nouvelles persécutions. 
C’est là qu'elle meurt.
Momo, conscient de sa mort, reste couché près d'elle pendant trois semaines jusqu'à ce que les voisins les découvrent ; ils confient l'enfant à Nadine, à qui toute son histoire était adressée.

## Historique
Ce roman constitue une exception et une mystification dans l'histoire du prix Goncourt : il est attribué à La Vie devant soi en 1975 au huitième tour de scrutin, par six voix contre trois à Un policeman de Didier Decoin et une à Villa Triste de Patrick Modiano ; alors que Romain Gary l'avait déjà reçu auparavant en 1956 pour Les Racines du ciel, et que le prix ne peut être décerné deux fois au même auteur.
Cependant, le roman est publié sous un nom d'emprunt, Émile Ajar. L'affaire n'est révélée qu'à la mort de l'auteur en 1980, bien que des doutes sur la double identité d'Ajar aient été émis dès sa parution. Romain Gary prend ce pseudonyme à un moment où il est très critiqué — l'homme séduit autant qu'il agace —, pour se libérer de son propre personnage devenu encombrant, et retrouver une certaine liberté d'expression. Un journaliste de Lire va jusqu'à attaquer vigoureusement son œuvre, croyant l'achever en déclarant : « Ajar, c'est quand même un autre talent. »
Quatre jours après sa victoire au Goncourt, Romain Gary demande à Paul Pavlowitch, son petit-cousin, de jouer le rôle d'Ajar pour les médias tandis que l'avocate Gisèle Halimi fait savoir que ce dernier, son client, refuse le prix « pour des raisons de tranquillité nécessaire à l'élaboration de son œuvre », ce qui lui vaut des critiques acerbes de la part de plusieurs critiques littéraires (au Figaro et à L'Aurore notamment). Le prix lui est malgré tout remis, car il est attribué à un livre plutôt qu'à un écrivain, et Hervé Bazin, le président de l'académie Goncourt, déclare : « Le Goncourt ne peut ni s'accepter ni se refuser… Mais M. Ajar est libre de reverser les bénéfices à une bonne œuvre ».

## Adaptations

### Au cinéma
Le roman est adapté une première fois au cinéma dans le film homonyme de Moshé Mizrahi en 1977 avec Simone Signoret dans le rôle de Madame Rosa. Cette dernière obtient pour ce film le César de la meilleure actrice en 1978 et le long métrage est récompensé la même année par l'Oscar du meilleur film étranger à Hollywood.
En 2020, une nouvelle adaptation réalisée par Edoardo Ponti transpose le roman dans l'Italie contemporaine, avec Sophia Loren pour incarner Madame Rosa et Ibrahima Gueye dans le rôle de Momo.  
En dehors de ces adaptations, le livre d'Émile Ajar apparaît dans le film Mommy sorti en 2014 et réalisé par Xavier Dolan : il est le premier livre que Steve, personnage atteint de trouble du déficit de l'attention, parvient à lire jusqu'à la fin. Il figure également dans le film sorti en 2015 Mon roi de Maïwenn, où il est lu par le personnage Toni, que joue Emmanuelle Bercot. 

### En comédie musicale
En 1986, Gilbert Bécaud adapte le roman en comédie musicale, sous le titre Madame Rosa, mais ne réussit pas à trouver un producteur ni un distributeur en France, ou ailleurs en Europe. Cependant des chansons en français dont Ah bravo et La Rafle du Vel d'Hiv (cette dernière avec des paroles de Claude Lemesle) qui en sont issues sont interprétées par Annie Cordy qui intègre ces titres dans ses récitals. C'est aux États-Unis, en 1987 — où à l'époque Bécaud est avec Aznavour l'artiste musical français vivant le plus estimé — que la comédie musicale, adaptée en anglais par Julian More (en) qui a été choisi par le metteur en scène Harold Prince, et retitrée Roza, est enfin présentée, d'abord à Baltimore au Center Stage (en) et à Los Angeles au Mark Taper Forum (en), avant de l'être à New York, à Broadway, au Royal Theatre
. Cependant, apprécié du public à Baltimore et Los Angeles, le spectacle ne reste pas longtemps à l'affiche à Broadway (seulement du 1er au 12 octobre),. 

### À la télévision
Le roman est également adapté dans un téléfilm homonyme de Myriam Boyer en 2010.

### Au théâtre
Ce roman est adapté au théâtre par Xavier Jaillard en 2008 dans une mise en scène de Didier Long, avec Aymen Saïdi, Xavier Jaillard, Magid Bouali et Myriam Boyer dans le rôle de Madame Rosa. Cette pièce est récompensée la même année du Molière de la meilleure comédienne pour Myriam Boyer et des Molières du meilleur spectacle de théâtre privé pour François de Carsalade du Pont et du meilleur adaptateur pour Xavier Jaillard. En 2009, ce spectacle obtient également le Globe de cristal du meilleur spectacle de théâtre privé.

## Éditions
- Paris, Mercure de France, 1975,  (ISBN 207028929X).
- Paris, Gallimard, 1982, coll. « Folio », no 1362,  (ISBN 9782070373628), 273 p.
- Paris, Mercure de France, 2016, coll. « Bleue »,  (ISBN 9782715244825), 276 p.
- in Légendes du je, Paris, Gallimard, 2009, coll. « Quarto » (ISBN 9782070121861).
- in Romans et Récits, Paris, Gallimard, 2019, Bibliothèque de la Pléiade, no 640, tome II,  (ISBN 9782070147106).

### Livre audio
- Émile Ajar (Romain Gary), La Vie devant soi, Paris, Gallimard, coll. « Écoutez lire », 2004 (ISBN 978-2-07-055824-7, présentation en ligne)Texte abrégé ; interprètes : Bernadette Lafont, Kamel Belghazi, André Oumansky, Salah Teskouk, Nathalie Kanoui et Anne Jolivet ; support : 4 disques compacts audio ; durée : 4 h 56 min environ ; référence éditeur : Gallimard A 55824.